# Feretia aeruginescens
Feretia aeruginescens är en måreväxtart som beskrevs av Otto Stapf. Feretia aeruginescens ingår i släktet Feretia och familjen måreväxter. Inga underarter finns listade i Catalogue of Life.